# Monte Sciguelo
Il monte Sciguelo è un rilievo montuoso dell'Appennino Ligure che sorge a sud dello spartiacque ligure-padano. 

## Toponimo

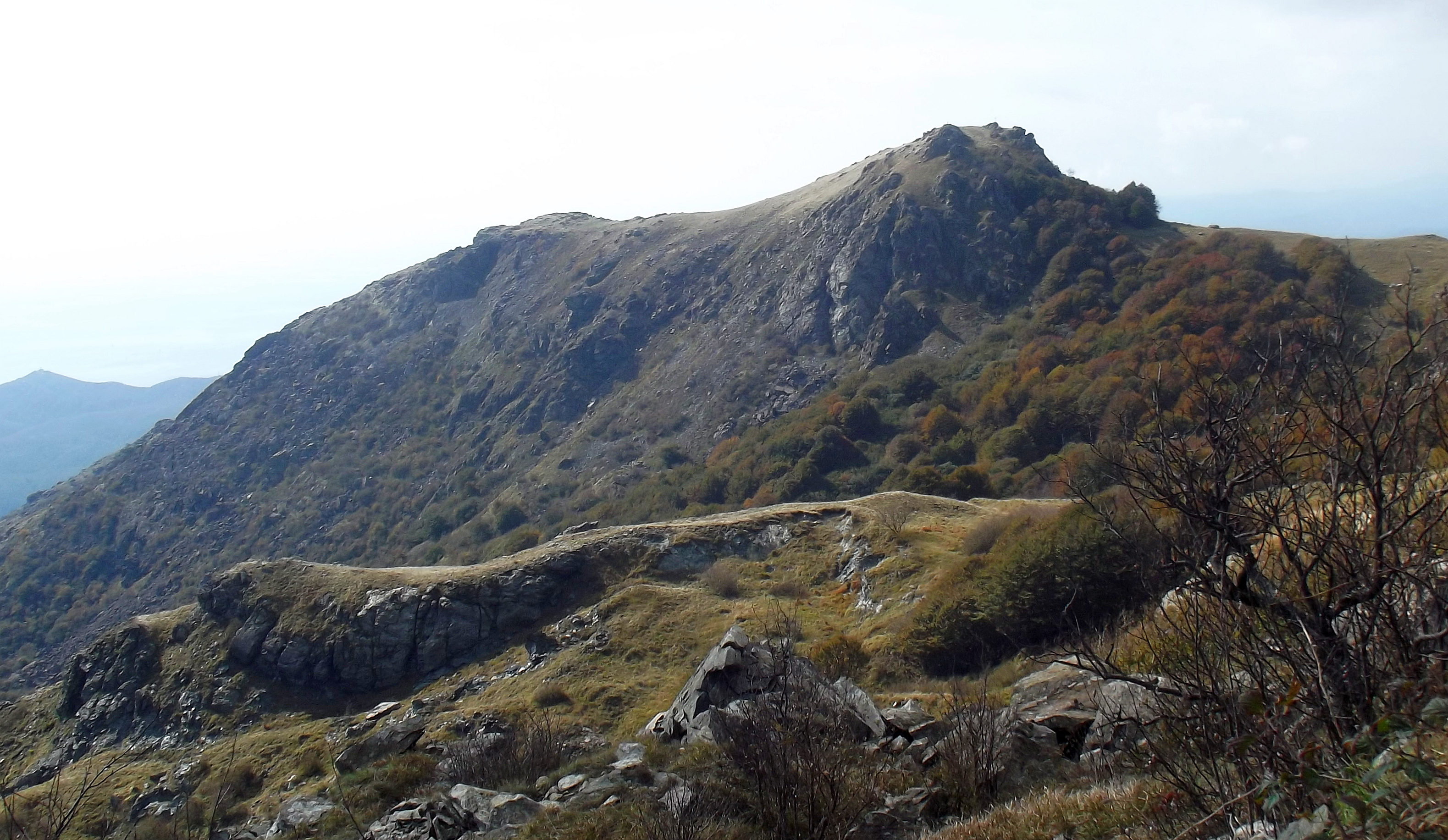
La montagna a ottobre vista da est

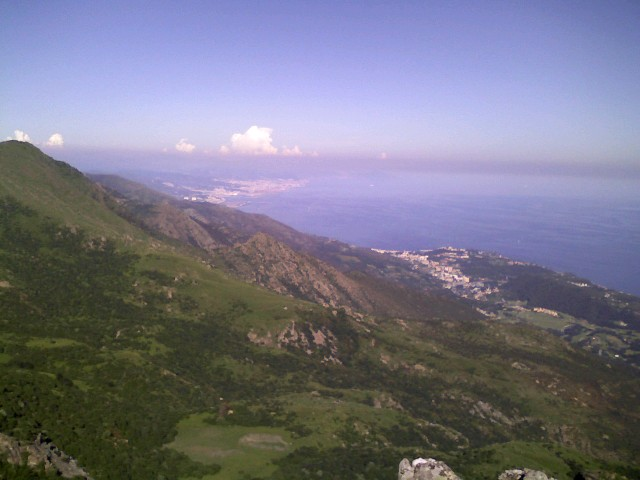
Panorama verso Genova

Il nome deriva dal dialettale sciguelu, che significa "zufolo, fischietto"; non corrisponde alla pronuncia il nome "Sciguello" adottato dalla carta topografica IGM.

## Caratteristiche
La vetta della montagna sovrasta i comuni di Cogoleto e Varazze. Il Sciguelo fa parte del Parco naturale regionale del Beigua - Beigua Geopark. Sulla sommità e presente una croce e alcune targhe ricordo. Da lì è possibile ammirare un panorama della riviera ligure sia verso Savona che verso Genova. Sulle pendici sud-orientali del M. Sciguelo si trova l'importante ed estesa zona umida di Pian Canei (785 m s.l.m.),.

## Accesso alla cima
La vetta è facilmente raggiungibile a piedi in pochi minuti partendo dal Rifugio Prato Rotondo.  È anche possibile arrivarci percorrendo i sentieri, in genere agevoli e ben segnalati, che la collegano con le località di Sciarborasca e Le Faje.. Inoltre si può raggiungerne la cima partendo dal livello del mare, con un itinerario ben più faticoso, che inizia a Varazze e passa per l'Eremo del Deserto.

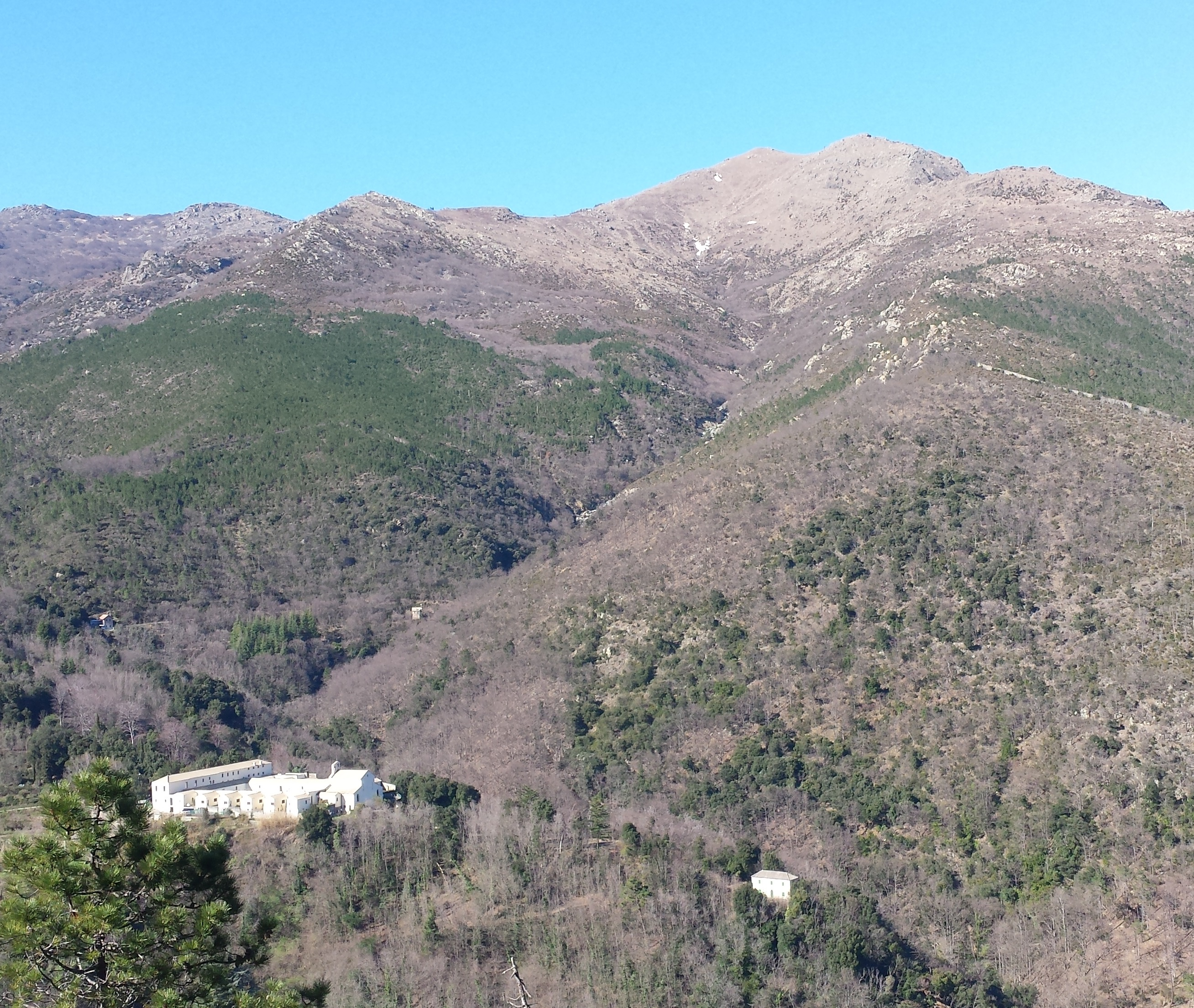
Il Monte Sciguelo visto da sud sovrasta l'Eremo del Deserto